# Teatro Principal (Puerto Real)
El teatro Principal de Puerto Real es un teatro situado en el municipio de Puerto Real (provincia de Cádiz, en Andalucía). Ocupa un bello edificio del siglo XIX cuya estética corresponde a los teatros italianos decimonónicos de fines de siglo. Actualmente es el segundo teatro más antiguo de Andalucía en funcionamiento con un aforo de 450 espectadores, constituyendo uno de los centros culturales más importantes de la población y lugar donde se realizan todo tipo de actos culturales.

## Reseña histórica
En 1856 comenzaron las obras del nuevo Teatro de Puerto Real, promovidas por Antonio Matalobos, empresario de El Puerto de Santa María, y proyectadas por el arquitecto neoclásico gaditano Manuel García del Álamo. Con posterioridad, en 1857, la Academia de Bellas Artes aprobó el citado proyecto. Con un aforo de 650 espectadores, el teatro se inauguró en 1859.
Su nombre fue cambiado según el signo de los tiempos: teatro de Isabel II, teatro del Príncipe Alfonso y teatro de La Libertad, para acabar recibiendo la actual denominación de teatro Principal, pasando en 1984 a propiedad municipal.

## Descripción del edificio
El teatro se sitúa en el extremo de una manzana rectangular, dentro de la trama ortogonal que caracteriza al casco histórico de Puerto Real. 
En su organización podemos distinguir dos rectángulos: el mayor, limitado por las tres fachadas que tiene el edificio a la calle, acoge los espacios básicos teatrales, vestíbulo, sala y escenario; el otro, más alargado y estrecho, separa al anterior rectángulo de los edificios del resto de la manzana, entre los que se encuentra el Casino, y da cabida fundamentalmente a los espacios auxiliares y de servicios de sala y escenario.
El edificio responde al tipo de teatro a la italiana decimonónico, en el cual el vestíbulo, la sala -con forma de herradura- y el escenario, se engarzan a lo largo del eje principal; y los espacios de relación (salones, escaleras, vestíbulos) reciben un tratamiento que les otorga cierta relevancia en el conjunto. Tiene además una característica específica en su tipología al constituir un claro ejemplo de la sala de espectáculos vinculada a un casino, aunque en una versión tardía y sintética, lo que justifica su disposición espacial y las relaciones con los edificios colindantes.
Constructivamente, el esquema general se sustenta en muros de carga y estructuras horizontales de madera. Las escaleras y el graderío de paraíso eran también de madera. Algunos de estos elementos llegaron al proceso de rehabilitación en un estado de deterioro irrecuperable.
Antes de las obras, la sala contaba con un aforo de 800 butacas, distribuidas en patio, palcos de proscenio y luto, platea y graderío de paraíso. Su decoración era de tintes discretos y clara influencia academicista. Como es habitual en este tipo de teatros decimonónicos, la zona de camerinos y escena no alcanzaba el desarrollo espacial y técnico que hoy requieren las representaciones teatrales y, en general, todo el conjunto se encontraba en mal estado de conservación.

## Intervención realizada entre 1989-1993
En el año 1988 se redacta el proyecto de restauración del teatro a cargo de los arquitectos don Ángel Díaz Domínguez don Juan Jiménez Mata y el arquitecto técnico don Manuel Ballester Diana con el patrocinio de la Junta de Andalucía y el propio Ayuntamiento de Puerto Real. La empresa que acometió las obras fue Huarte, S.A. con un coste final 3.155.915 € financiados de la siguiente manera: Consejería de Obras Públicas y Transportes: 1.663.301 €, Consejería de Cultura: 675.357 €, Ayuntamiento de Puerto Real: 817.256 €.
Las obras ejecutadas tratadaron, por un lado, de recuperar los valores históricos y arquitectónicos del edificio y, por otro, adecuar sus equipamientos a las nuevas necesidades del mundo del teatro. En este sentido, se abordaron una intervención en profundidad que afectó a su estructura, zonas de circulación, mobiliario, dotación escénica y de servicios, etc.
En la sala se creó un foso de orquesta, se recuperó el muro curvo de fondo en la planta de paraíso y se introdujo una cabina de proyección. El aforo, consiguientemente, disminuyó, pasando a ser de 568 butacas (344 en patio, 100 en plateas y 124 en paraíso). En la parte trasera del escenario se organizaron espacios auxiliares, que crecieron al ampliar en altura el cuerpo del edificio original, y se conformó una nueva fachada acorde con la importancia urbana del espacio desde el que se la contempla. Actualmente sin embargo ha disminuido el aforo a 412.
La intervención incidió además en la dotación y modernización del equipamiento teatral específico: tramoya, telones, iluminación, sonido, etc. Posteriormente a las obras de rehabilitación del Teatro Principal, ejecutadas entre los años 1988 y 1993, el Ayuntamiento de Puerto Real adquirió la finca del antiguo Casino, colindante con el Teatro y ocupando una parcela de 248 m² de forma rectangular desde la calle Amargura hasta el Paseo Marítimo. 
El proyecto del Teatro Principal siempre tuvo la necesidad de complementarse con la incorporación del espacio correspondiente al antiguo casinillo, pero esta actuación no pudo ejecutarse hasta que el Ayuntamiento adquirió definitivamente el edificio completo. No obstante, la distancia en el tiempo entre las dos actuaciones permitió optimizar la última de ellas, ya que en la redacción del proyecto original se previó algunas necesidades para la zona del casinillo", pero el funcionamiento del teatro desde su reinauguración demostró la conveniencia de modificar aquella previsión y adaptar el programa a las nuevas necesidades detectadas.
Al disponer del edificio del antiguo casinillo, se elaboró un programa de necesidades que incluía talleres, almacenes, vestuarios de personal, un minicine con vestíbulo de entrada y servicios y una serie de espacios complementarios de utilización múltiple, como eran vestuarios colectivos y espacios de ensayo, con sus servicios correspondientes. Con todo esto se resolvían los problemas detectados y se permitía una utilización más cómoda y correcta del edificio.
Así, la edificación propuesta ocupó la totalidad de la parcela adquirida, dejando un patio para ventilación y respetando la fachada a la calle Amargura. Desde esta calle, en el nivel de acceso del teatro, el vestíbulo central se amplió con zona de taquillas, servicios y un pequeño guardarropa y distribuyó al público hacia la nueva sala de cine o hacia la de teatro. La sala de cine, con un aforo de 105 localidades, tuvo además un núcleo de comunicaciones independiente en la fachada de la Ribera del Muelle, que permite cumplir con la exigencia dada por la propiedad de que los usos de cine y teatro pudieran funcionar independientemente.
En el nivel superior se amplió notablemente el vestíbulo, se cambió la barra del bar hacia un extremo para desahogar y dar transparencia a todo el espacio y se incluyó un pequeño despacho de dirección. En las plantas segunda y tercera se obtuvo unos espacios alargados utilizados para talleres y aulas, con acceso desde el núcleo de comunicaciones de la Ribera del Muelle y retranqueados de la fachada de la calle Amargura para no desvirtuarla. Los almacenes y talleres de la tercera planta se transformaron en un camerino colectivo.
En el sótano se dispuso de talleres, almacenes y vestuarios de personal, con acceso directo desde la Ribera del Muelle y comunicado con la escena mediante una plataforma elevadora.
En cuanto a la imagen exterior del edificio, se consiguió recuperar la composición original de la fachada a la calle Amargura y completar la nueva fachada que surgió a la Ribera del Muelle, de escala y altura muy diferentes a la de la calle Amargura. Asimismo, el problema que representaba la visión de la enorme medianera creada por la diferencia de altura del edificio del teatro respecto de las edificaciones colindantes, se resolvió utilizando el volumen del nuevo aula de la última planta como transición entre las diferentes alturas, con una cubierta inclinada de chapa de zinc que suaviza la agresividad de la altura de un edificio tan significativo y destacado de la ciudad.

## Ampliación del Teatro
Tras la rehabilitación del Teatro Principal, el Ayuntamiento de Puerto Real con su alcalde José Antonio Barroso Toledo comienza en los albores del siglo XX los trámites para la expropiación forzosa de la finca colindante denominada El Casinillo con una superficie en planta de 248 m², propiedad de Lourdes Ramos Varela.
A pesar de los litigios entre la propietaria y el Consistorio, el alcalde Barroso Toledo adjudicó el derribo del inmueble de la finca en el año 2008 para su posterior integración en el Teatro. El proyecto fue de los arquitectos Ángel Díaz y Juan Jiménez Mata, que fue adjudicada en el mes de marzo de ese mismo año a la empresa catalana Copisa, que la ejecutará según el presupuesto de licitación, que asciende a un total de 1 644 131,35 €, siendo el plazo previsto de ejecución 18 meses. 
Sobre la mencionada superficie que supondrá la ampliación, se construirá un sótano y plantas baja, primera, segunda, tercera y un castillete, lo que sumará una superficie total útil de 768 m².
Esta ampliación permitirá habilitar una sala de proyecciones con uso autónomo, que tendrá entrada por el paseo Marítimo, con un vestíbulo adecuado. Las plantas superiores se destinarán a talleres y aulas para actividades culturales escénicas, la ampliación de los camerinos y otras mejoras. Asimismo, también se completará la fachada del teatro al paseo Marítimo, que será diferente a la de la calle Amargura, acorde con la mayor amplitud y en primera línea de la ciudad hacia el mar. 
Sin embargo, no es hasta el 2010 cuando a través de la sentencia de la Sección Tercera de la Audiencia Provincial de Cádiz, que dictaminó que (sic) no hubo ilegalidad o irregularidad alguna en la expropiación del edificio conocido popularmente como El Casinillo, llevada a cabo por el Ayuntamiento de Puerto Real para acometer la ampliación y reforma del Teatro Principal. El juez desestimó el recurso formulado por la antigua propietaria del inmueble, Lourdes Ramos Varela, quien falleció por esas fechas, contra el auto dictado en noviembre de 2009 por el que se acordaba el sobreseimiento provisional y archivo de la denuncia.
Una vez la sentencia firme, se produce, tras el derribo del año 2008, el comienzo de las obras de edificación del inmueble que aún en el año 2013 continúan.

## Rehabilitación en 2010
En 2010 el Teatro Principal con la promoción del Ayuntamiento de Puerto Real y proyectistas, los arquitectos don Juan José Jiménez Mata y don Ángel Díaz Domínguez, se rehabilita nuevamente en unas obras consistentes en la aplicación de las reparaciones precisas para devolver al edificio sus condiciones de puesta a punto similares a las del momento de terminación de las obras de rrehabilitación en 1993.